# هگن (شلسویگ-هولشتاین)
هگن (به آلمانی: Hägen) یک منطقهٔ مسکونی در آلمان است که در سودرهایشتدت واقع شده‌است. هگن ۵۳ نفر جمعیت دارد.